# Disco hartmanni
Disco hartmanni is een eenoogkreeftjessoort uit de familie van de Discoidae. De wetenschappelijke naam van de soort is voor het eerst geldig gepubliceerd in 1993 door Schulz.